# Nándor Bernolák
Nándor Bernolák, seit 1905 Bernolák von Haraszt (* 2. Oktober 1880 in Radvány, Komitat Zólyom, Königreich Ungarn, heute Slowakei; † 8. August 1951 in Budapest) war ein ungarischer Jurist, Politiker und Minister für Volkswohl und Arbeit (1921/22).

## Leben
Bernolák studierte Jura in Budapest, Berlin und Kolozsvár und verbrachte auch längere Zeit auf den Universitäten von Neapel, Turin und Paris. Ab 1908 war er Dozent an der Rechtsakademie in Kassa und wurde 1913 Richter am Tafelgericht der Stadt. Bernolák wurde 1914 Dozent für Strafrecht an der Universität Debrecen und war von 1920 bis 1922 Abgeordneter der Stadt im Parlament. Vom 14. April 1921 bis 16. Juni 1922 war er im Kabinett von István Bethlen Minister für Volkswohl und Arbeit. Danach arbeitete er als Anwalt und Dozent in Budapest.